# Émile Deschanel
Pour les articles homonymes, voir Deschanel.
Émile Augustin Étienne Deschanel, né le 19 novembre 1819 à Paris et mort le 26 janvier 1904, est un professeur, écrivain et homme politique français. Il est le père de Paul Deschanel, président de la République française en 1920.

## Biographie

### Origines familiales
Issu d'un milieu modeste, il est selon son acte de naissance le fils d'Étienne Martin Deschanel et de Marie Palmyre Jubline (1799-1849). Mais son acte de naissance est un faux, « Deschanel » étant le nom de famille de sa mère et « Jubline » celui de sa grand-mère maternelle. Il serait le fils d'un certain Édouard Martin, avocat à la Cour de cassation n'ayant pas voulu épouser sa maîtresse en raison de sa condition sociale mais qui s'occupe de la famille. Émile Deschanel a une sœur, Zélie, née neuf ans après lui, dans les mêmes conditions familiales.

### Formation et débuts professionnels
Après avoir été scolarisé au collège Sainte-Barbe et au lycée Louis-le-Grand, où il côtoie Charles Baudelaire et où il affiche déjà des convictions républicaines, il entre en 1839 à l'École normale, dont il sort en 1843,. Il obtient aussi l'agrégation de lettres en 1842. 
Dans la foulée, il devient professeur de rhétorique au collège Charlemagne, puis enseigne la littérature grecque à l'École normale (devenue « supérieure ») à partir de 1845. Il exerce également au lycée Louis-le-Grand.
Ses œuvres les plus connues sont Études sur Aristophane (1867), Le Romantisme des classiques (1882) et les études controversées « Catholicisme et socialisme » (1850), qui provoquent son exil de 1852 à 1859.

### Opposition à Bonaparte

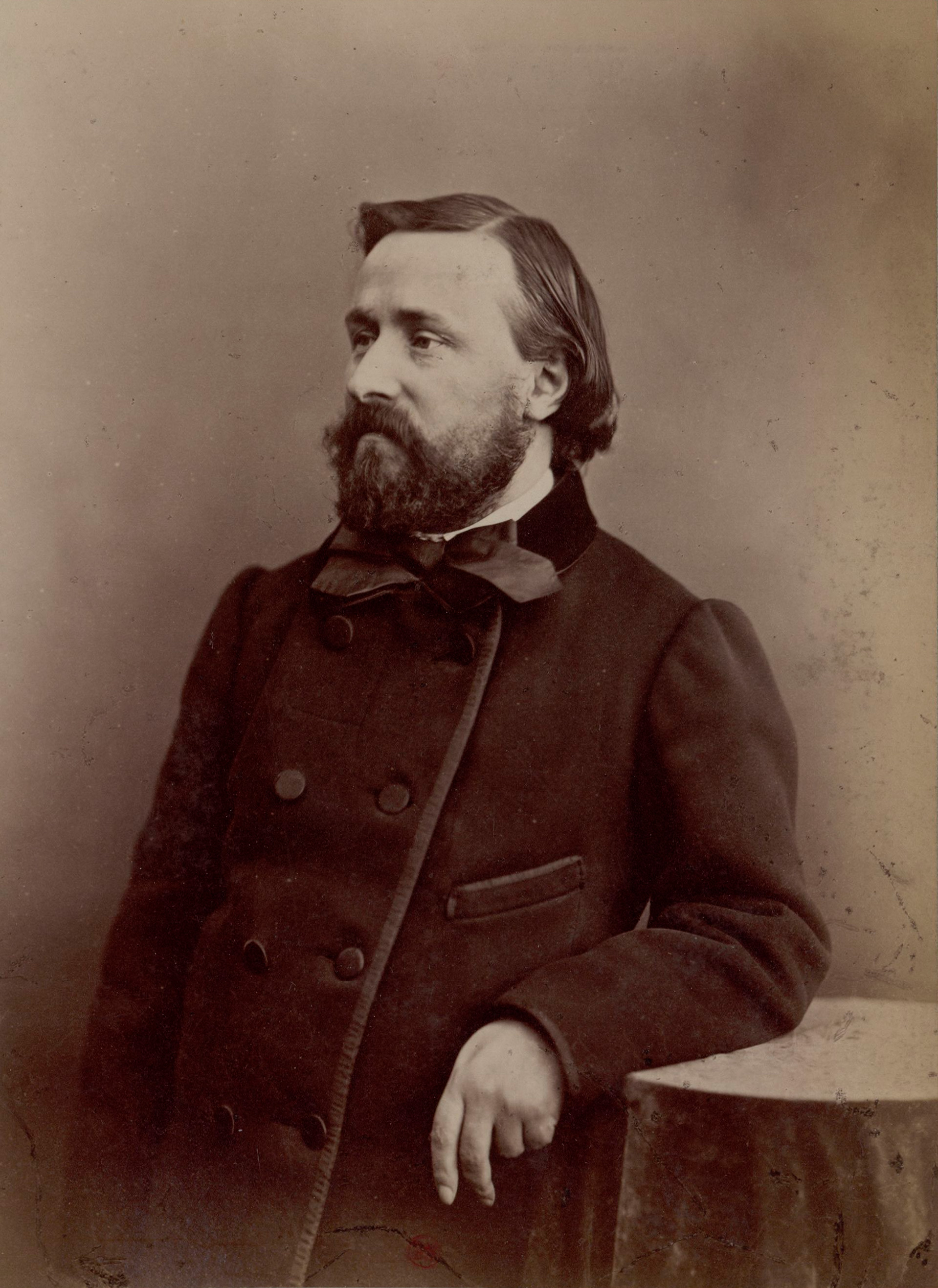
Émile Deschanel, photographié par Nadar.

À partir de 1843, il contribue à La Revue indépendante, publiant des vers appelant à un régime démocratique, à la Revue des Deux Mondes, au National et à La Liberté de penser.
Partisan des droits de l'homme, il se réjouit de l'avènement de la IIe République et s'oppose à Louis-Napoléon Bonaparte lors de l'élection présidentielle de 1848. Il publie en 1850, dans La Liberté de penser, les études « Catholicisme et socialisme » ; il y relative l'influence de la religion catholique, critique Charles de Montalembert, théoricien du catholicisme libéral proche du pouvoir, et défend des mesures socialistes (crédit populaire, impôt progressif sur les successions). À la suite de ces écrits, le Conseil supérieur de l'instruction publique le révoque de l'École normale et du lycée Louis-le-Grand. Pour Victor Hugo, ce n'est pas tant pour cette publication qu'il est sanctionné mais « sa fierté et son talent ».

### Exil en Belgique
Le 15 janvier 1852, le mois suivant le coup d'État de Bonaparte, Émile Deschanel est arrêté à son domicile et emprisonné. Trois jours plus tard, il est libéré et, interdit de séjour en France, contraint à l'exil.
Réfugié à Bruxelles, il écrit des feuilletons pour le journal L'Indépendance belge et tient des conférences de littérature, auxquelles assistent notamment Victor Hugo, Edgar Quinet et Alexandre Dumas. L'université de Lausanne (Suisse) lui propose d'enseigner en son sein, mais il décline la proposition, souhaitant quitter la Belgique pour regagner directement la France.
| - Adèle Feigneaux, son épouse. - Paul Deschanel, son enfant unique. |

Il entretient une relation amoureuse avec une femme rencontrée dans l'assistance de ses conférences, Adèle Feigneaux, née le 12 août 1827 d'un médecin belge, Eugène Louis Georges Feigneaux (fils d'un fonctionnaire bruxellois et d'une mère originaire de Londres) et d'Élisabeth Adèle Eugénie Spinnael, de nationalité belge. Ils se marient le 23 mai 1854 et ont un fils, Paul, né le 13 février 1855 dans une maison de la rue de Brabant à Schaerbeek (Bruxelles). Dans son livre Le Bien et le mal qu'on a dit des enfants (1857), Émile Deschanel écrit que son fils « donne à votre esprit la patience nécessaire pour attendre que le triomphe de l'iniquité ait son terme et que le droit soit rétabli ». Le parrain spirituel de l'enfant, qu'Edgar Quinet qualifie de « premier-né de la proscription », est Victor Hugo.

### Retour en France et mandats parlementaires
En 1859, l’amnistie décrétée par Napoléon III dans la foulée de la campagne d'Italie permet à Émile Deschanel et sa famille de rentrer en France. À nouveau, celui-ci écrit dans des journaux, notamment au  Journal des débats politiques et littéraires, publie des ouvrages et anime des conférences. Il refuse de prêter serment au Second Empire, bien que le ministre Victor Duruy lui propose un poste de professeur de littérature française au Collège de France. 
Élu député dans la 3e circonscription de la Seine (Courbevoie) en 1876 et 1877 (contre le conservateur Ferdinand Barrot la deuxième fois), il est l'un des signataires du manifeste des 363 dans le cadre de la crise de mai 1877. Il démissionne de la Chambre en janvier 1881, à la suite de sa nomination comme professeur au Collège de France en raison de l’incompatibilité entre une fonction publique salariée et un mandat parlementaire ; il reste toutefois éligible à un nouveau mandat en vue de l’élection partielle en découlant, mais est battu par Jean Roque de Filhol un mois plus tard.
Quelques mois plus tard, le 23 juin 1881, il est élu sénateur inamovible par 130 voix contre 114 pour Étienne Vacherot, soutenu par la droite. Il reste au Sénat jusqu’à sa mort.
À plusieurs reprises, il tente sans succès d'intégrer l'Académie française. En 1899, alors qu'il est à nouveau pressenti pour se présenter, il s'efface devant son fils, qui est élu,.

## Hommages
L'avenue Émile-Deschanel dans le 7e arrondissement de Paris, près du Champ-de-Mars, porte son nom.
Une rue porte son nom à Courbevoie, à Saint-Étienne et à Asnières-sur-Seine.
Il est mentionné par Victor Hugo dans Napoléon-le-Petit : « Êtes-vous un jeune et rare et généreux esprit comme Deschanel (...) prêtez serment ou mourez de faim. »

## Œuvres
- Catholicisme et socialisme, 1850
- Le Mal qu'on a dit des femmes, 1854
- Le Bien qu'on a dit des femmes, 1855
- Les Courtisanes grecques, 1855
- Le Bien qu'on a dit de l'amour, 1856
- Le Mal et le Bien qu'on a dit des enfants, 1857
- Histoire de la conversation (1857)
- Le Mal et le Bien qu'on a dit des femmes (1867)
- La Vie des comédiens (1860)
- Causeries de quinzaine (1861)
- Christophe Colomb et Vasco de Gama (1862)
- Physiologie des écrivains et des artistes (1864)
- Études sur Aristophane (1877)
- À bâtons rompus (1868)
- Le Peuple et la Bourgeoisie (1881)
- Le Romantisme des classiques (1882)
- Pascal, La Rochefoucauld, Bossuet (1888)
- Corneille, Rotrou, Molière, Les Don Juan de toutes les littératures (1891)
- Les Déformations de la langue française (1898)

## Archives
Les papiers personnels de la famille Deschanel concernant notamment Émile Deschanel et son fils Paul Deschanel sont conservés aux  Archives nationales sous la cote 151AP.